# Anni 120 a.C.
Gli anni 120 a.C. sono il decennio che comprende gli anni dal 129 a.C. al 120 a.C. inclusi.

## Nati
- Asclepiade di Bitinia, medico greco antico († 40 a.C.)
- Giulia, nobildonna romana († 104 a.C.)126 a.C.
- Quinto Sertorio, politico e militare romano († 72 a.C.)124 a.C.
- Marco Livio Druso, politico romano († 91 a.C.)123 a.C.
- Quinto Lutazio Catulo, politico romano († 61 a.C.)121 a.C.
- Publio Sulpicio Rufo, politico romano († 88 a.C.)120 a.C.
- 21 maggio - Aurelia Cotta, romana († 54 a.C.)
- Antioco di Ascalona, filosofo greco antico († 67 a.C.)
- Lucio Cornelio Sisenna, storico romano († 67 a.C.)

## Morti
- Antioco VII, sovrano
- Decimo Giunio Bruto Callaico, politico romano
- Carneade, filosofo greco antico (n. 214 a.C.)
- Publio Cornelio Scipione Emiliano, militare e politico romano (n. 185 a.C.)
- Eumene III, sovrano
- Marco Perperna, politico e generale romano

- Fraate II, sovrano (n. 171 a.C.)125 a.C.
- Demetrio II Nicatore, sovrano persiano
- Gaio Lelio Sapiente, politico romano (n. 188 a.C.)
- Seleuco V, sovrano124 a.C.
- 11 giugno - Aspasine, principe persiano
- Polibio, storico greco antico123 a.C.
- Alessandro II Zabina, sovrano
- Publio Rupilio, politico romano122 a.C.
- Liu An, scrittore e geografo cinese (n. 179 a.C.)121 a.C.
- Arsace X, sovrano
- Cleopatra Tea, regina egizia
- Marco Fulvio Flacco, senatore romano
- Gaio Sempronio Gracco, politico romano (n. 154 a.C.)120 a.C.
- Ipparco di Nicea, astronomo e geografo greco antico (n. 190 a.C.)
- Mitridate V del Ponto, re